# توحیدی طبری
توحیدی طبری (مازندرانی: توحیدی طبری؛ ۱۵ ژوئن ۱۹۶۴) هنرمند ایرانی است.
او عضو انجمن خوش‌نویسان ایران، انجمن بین‌المللی هنر، خانه هنرمندان فرانسه و مرکز هنرهای پلاستیکی وزارت فرهنگ و ارشاد اسلامی ایران است.

## زندگینامه
طبری فراگیری خوشنویسی را از ۱۴ سالگی نزد محمدزمان فراست و مهدی فلاح مقدم در بابل آغاز کرد. در ۱۹ سالگی برای تحصیل در مؤسسهٔ آموزشی انجمن خوش‌نویسان ایران نزد غلامحسین امیرخانی و یدالله کابلی خوانساری به تهران رفت و خود در آنجا به عنوان استاد خوشنویسی دست یافت و در عین حال هنرهای زیبا، هنرهای سنتی ایران و طراحی گرافیک را آموخت. طبری به‌مدت ۶ سال در صنایع هواپیماسازی ایران به عنوان خطاط و طراح ارشد در بخش طراحی گرافیک کار کرد. یک سال در جهاد دانشگاهی (واحد دانشگاه تهران) و دو سال در دبیرستان اسوه تهران به تدریس خوشنویسی پرداخت.
از سال ۲۰۰۳ و پس از اقامت تقریباً یک سالهٔ او در شهر بین‌المللی هنر در پاریس، تأثیر عمیق هنر مدرن غربی بر سبک آثار او نمود یافت و شکل هنری انتزاعی‌تری را در آثار او به وجود آورد که با عناصر سنتی ایرانی ترکیب شده بود.
توحیدی طبری متخصص در سبک‌های خطاطی نستعلیق و خطاطی شکسته است. او در سال 2014 به مجاهدین پیوست.

## نمایشگاه‌ها
از زمان برگزاری اولین نمایشگاه جمعی او در سال ۱۹۸۶، که آغاز رسمی فعالیت حرفه‌ای او بود، طبری در کشورهای مختلف قاره‌های آمریکا، اروپا و آسیا در بیش از ۵۰ نمایشگاه انفرادی آثار خود را به نمایش گذاشته‌است، در بیش از ۱۰۰ نمایشگاه جمعی شرکت کرده‌است و به یک خوشنویس شناخته‌شده در سطح جهان تبدیل شده‌است. برخی از این نمایشگاه‌ها به شرح زیر است:
- ۱۳۶۵ – خوشنویسان معاصر استان مازندران، ایران.
- ۱۳۶۶ – کنگره ملی خوشنویسی، رامسر، ایران
- ۱۳۶۸ – انجمن فناوری نوشیروانی، بابل
- ۱۳۷۱ – گالری دریابیگی، تهران
- ۱۳۷۲ – گالری ضرابی، تهران
- ۱۳۷۴ – گالری دریابیگی، تهران
- ۱۳۷۵ – گالری هنر بابل
- ۱۳۷۶ – مرکز فرهنگی ابن سینا، تهران
- ۱۹۹۸ – انجمن‌های ایرانی، کلن، فرانکفورت، هامبورگ؛ آلمان
- ۱۹۹۸ – خانه ایران، پاریس، فرانسه
- ۱۳۷۸ – موزه هنرهای معاصر، تهران[۳]
- ۱۹۹۹ – مرکز فرهنگی سوریه، پاریس، فرانسه
- ۱۹۹۹ – کتابخانه ملی فرانسوا میتران فرانسه، برای بزرگداشت حافظ
- ۲۰۰۰ – مرکز فرهنگی ایران، پاریس
- ۲۰۰۰ – نمایشگاه انفرادی در انجمن ایرانیان در لس آنجلس، ایالات متحده آمریکا
- ۲۰۰۲ – دانشگاه هنرهای زیبای لبنان، [۴] طرابلس
- ۲۰۰۲ – آرتسود، مرکز کنوانسیون، پاریس
- ۲۰۰۲ – مسجد جامع پاریس
- ۲۰۰۳ – شهر بین‌المللی هنر، پاریس[۵]
- ۲۰۰۳ – کتابخانهٔ رسانه، ایسی-له-مولینو، فرانسه
- ۲۰۰۴ – کتابخانه ملی کرواسی، زاگرب[۶][۷]
- ۲۰۰۴ – سالن آندره مالرو، یر، ایل-دو-فرانس، فرانسه
- ۲۰۰۵ – نمایشگاه آثار اقتباسی از اشعار مولانا، مرکز فرهنگی ایران، پاریس[۸][۹][۱۰]
- ۲۰۰۵ – نمایشگاه به مناسبت سال نو ایرانی، شهر سسون سوینیه، فرانسه
- ۲۰۰۶ – نویی بلانش نسخهٔ ۲۰۰۶، بایگانی ملی پاریس، فرانسه[۱۱]
- ۲۰۰۷ – نمایشگاه در شهر سانت-ماکسیم، کوت دازور، فرانسه[۱۲]
- ۲۰۰۷ – جشنوارهٔ خوشنویسی، تئول-سور-مر، کن، فرانسه[۱۳]
- ۲۰۰۷ – مرکز فرهنگی کوربوآ، ایل-دو-فرانس، فرانسه[۱۴]
- ۲۰۱۴ – مؤسسه فرهنگ‌های عربی و مدیترانه‌ای

## جوایز
- ۱۳۷۶ – برندهٔ جشنوارهٔ توحید فرهنگسرای بهمن، تهران، ایران
- ۱۳۷۸ – گواهی موزه هنرهای معاصر تهران، ایران
- ۱۳۷۹ – برندهٔ جشنواره هنر مقدس، وزارت فرهنگ و ارشاد اسلامی، ایران
- ۲۰۰۲ – دریافت مدال از دانشگاه هنرهای زیبای لبنان، طرابلس[۴]
- ۲۰۰۴ – گواهینامهٔ آکادمی هنرهای زیبای زاگرب، کرواسی